# Eugène Boudin
Eugène-Louis Boudin (Honfleur, 12 luglio 1824 – Deauville, 8 agosto 1898) è stato un pittore francese.

## Biografia
Eugène Boudin nacque da una famiglia di umili origini e nel 1835 si trasferì a Le Havre, dove lavorò come apprendista presso una tipografia, riuscendo poi ad aprire un negozio di colori e a dedicarsi alla pittura.  
Nel 1848 compie un lungo viaggio nella Francia settentrionale e nelle Fiandre, approfondendo gli studi sulla tecnica pittorica. Nel 1850 ottiene una borsa di studio comunale che gli permette di studiare a Parigi, sotto la guida di Constant Troyon; questa esperienza gli consente di affiancare alla gioia e alla passione di dipingere la natura una solida formazione tecnica. 
Nel 1855 torna a Le Havre e si specializza nei paesaggi della costa del Nord, ispirati a Corot, il quale soprannomina Boudin il "re dei cieli", sottolineando la pregevole tecnica con cui dipinge le nuvole e le sfumature di azzurro che occupano buona parte dei suoi quadri.
Per ottenere i suoi caratteristici effetti di immediatezza e spontaneità, stende sulla tela una mano a base di ocra chiaro e biacca, una sostanza colorante bianca, servendosi poi di pennelli a setola dura per sovrapporre i colori: in questo modo emergono dal fondo, con pennellate rapide e discontinue, delle zone con maggiore luminosità. Proprio in quegli anni conosce Gustave Courbet, Claude Monet e Johan Barthold Jongkind. 

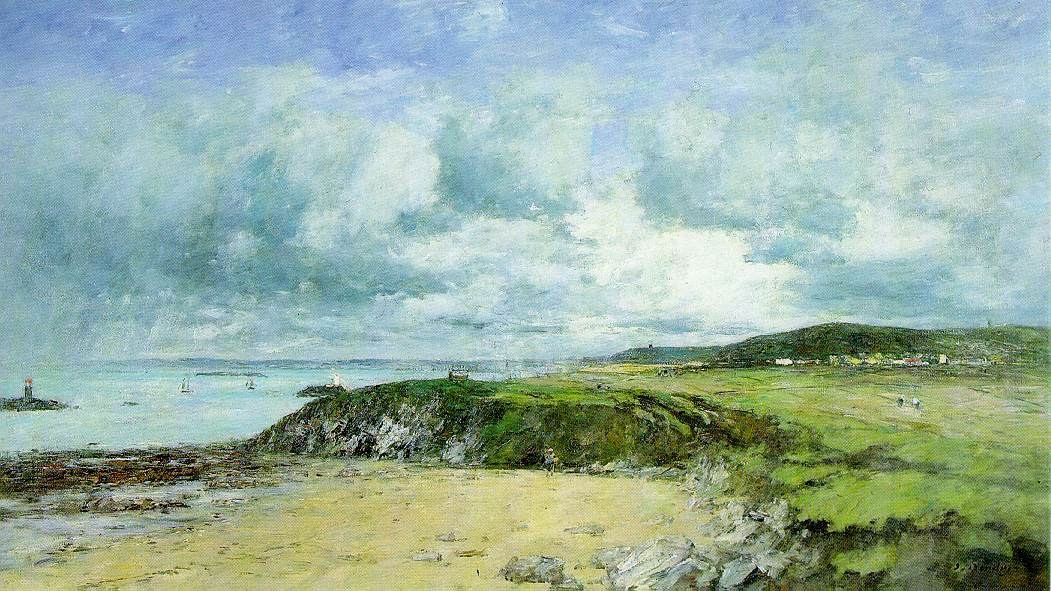
Rivage de Portrieux, Cotes-du-Nord.

In effetti, è proprio il nuovo atteggiamento del pittore verso la natura e il paesaggio a permettere la straordinaria rivoluzione operata dagli impressionisti, che ne assimilano sia le innovazioni stilistiche sia lo spirito. Monet stesso confesserà: "Se sono diventato pittore lo devo a Eugène Boudin. È a lui che devo l'educazione definitiva del mio occhio". Nel 1859 Boudin viene ammesso per la prima volta ad esporre al Salon, ricevendo molte critiche ma ottenendo al contempo un discreto successo e l'ammirazione del poeta Charles Baudelaire.

Canale di Bruxelles

Nel 1868 esegue pannelli decorativi per il castello di Bourdainville. Nel 1870, in seguito alla guerra franco-prussiana, si trasferisce a Bruxelles; è durante questo soggiorno che conosce il mercante d'arte Paul Durand-Ruel, il primo a comprendere l'importanza degli impressionisti e a mettere in vendita i loro quadri nella sua galleria d'arte di Parigi e all'estero.
Nel 1874 partecipa alla prima mostra degli impressionisti, di cui è considerato uno dei padri. Ma sarà l'unica esposizione di questa corrente pittorica a cui prenderà parte, presso il fotografo Nadar. Poi, forse spaventato dalle polemiche e deluso per l'insuccesso commerciale, preferisce partecipare solo alle mostre annuali del Salon. Dal 1881 è maestro e amico di Louis Braquaval.
Trasferitosi a Deauville, compie numerosi viaggi in Italia e sulla Costa Azzurra, specializzandosi nelle marine. 
Muore a Deauville l'8 agosto del 1898. È sepolto nel Cimitero di Saint-Vincent, a Parigi.

## Opere
- La spiaggia di Trouville (1864)
- Regata a Le Havre (1869)
- Il porto di Portrieux (1874)
- La spiaggia di Trouville (1893)
- Il porto d'Antibes (1924-1898)
- Donne sulla spiaggia di Berck (1881)

## Musei
Le sue opere sono esposte in vari musei e gallerie d'arte:
- Museo d'arte moderna André Malraux di Le Havre
- Institute of Arts di Minneapolis
- Musée Marmottan Monet di Parigi
- Museo d'Orsay di Parigi
- Museo di Belle Arti di Lione
- National Gallery di Londra
- Museo Botero di Bogotà
- The Art Institute di Chicago
- Musée Eugène Boudin https://www.musees-honfleur.fr/, a Honfleur